# 长尾鮡
长尾鮡（学名：Pareuchiloglanis longicauda）为輻鰭魚綱鯰形目鮡科鮡属的鱼类，俗名石扁头。在中国，分布于南盘江、北盘江、红水河等水系，體長可達18.1公分，棲息在底層水域，生活習性性不明。该物种的模式产地在广西巴马。
种加词 longicauda 意为“长尾的”。